# Barsebäck Golf & Country Club
De Barsebäck Golf & Country Club is een golfclub, 35km ten noorden van Malmö in Zweden.

## Geschiedenis
De club beschikt over twee banen met 18-holes. De in 1968 geopende par-72 Masters Course is ontworpen door Ture Bruce en ligt aan zee. De par-71 Donald Steel Course is in 1989 geopend en is meer een parkbaan. Naast deze banen beschikt de club ook over een 9 holesbaan. De club ligt naast het natuurreservaat Järavallen.
Henrik Stenson werd in 2007 benoemd tot erelid van de golfclub.

## Toernooien
De club is gastheer geweest van verschillende belangrijke toernooien. In 2003 werd de Solheim Cup hier door Europa gewonnen. Later, in 2007, werd de Scandinavian TPC hosted by Annika van Annika Sörenstam gespeeld en in 2009 werd de SAS Masters voor de tiende keer op deze baan gespeeld, weliswaar voor de eerste keer onder deze naam. De SAS Masters werden hier gespeeld in 1992, 1995-1997, 1999, 2001, 2003-2004, 2006, 2009 en 2017.